# Gerichtsbezirk Nauders
Der Gerichtsbezirk Nauders war ein dem Bezirksgericht Nauders unterstehender Gerichtsbezirk im politischen Bezirk Landeck (Bundesland Tirol). Der Gerichtsbezirk wurde per 31. Dezember 1920 aufgelassen und das zugehörige Gebiet dem Gerichtsbezirk Ried in Tirol zugeschlagen.

## Geschichte
Der Gerichtsbezirk Nauders wurde durch eine Kundmachung der Landes-Gerichts-Einführungs-Kommission aus dem Jahr 1849 geschaffen und umfasste ursprünglich die sieben Gemeinden Graun, Haid, Langtaufers, Nauders, Pfunds, Reschen und Spiß.
Der Gerichtsbezirk Nauders bildete im Zuge der Trennung der politischen von der judikativen Verwaltung ab 1868 gemeinsam mit den Gerichtsbezirken Landeck und Ried den Bezirk Landeck.
Nach dem Ende des Ersten Weltkriegs musste Österreich 1919 durch den Vertrag von Saint-Germain mehrere Gemeinden des Gerichtsbezirks Nauders an Italien abtreten, wodurch sich dieser stark verkleinerte. Mit Verordnung des Justizministeriums vom 29. November 1920 wurde er in der Folge aufgelöst und die drei bei Österreich verbliebenen Gemeinden Nauders, Pfunds und Spiß dem seit 1895 als Gerichtsbezirk Ried in Tirol bezeichneten Nachbarbezirk zugeschlagen. Die Verordnung trat per 1. Jänner 1921 in Kraft.

## Gerichtssprengel
Der Gerichtssprengel umfasste vor der Auflösung des Gerichtsbezirkes die drei Gemeinden Nauders, Pfunds und Spiß. Graun, Langtaufers, Reschen und St. Valentin auf der Haid waren vorher an Italien gefallen.